# Dentinho
Bruno Ferreira Bonfim (São Paulo, 19 de janeiro de 1989), mais conhecido como Dentinho, é um futebolista brasileiro que atua como atacante. Atualmente joga no Brasiliense

## Carreira

### Corinthians

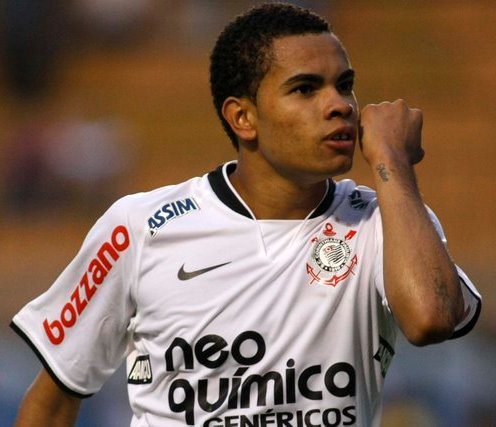
Dentinho em 2010.

No início de sua carreira, destacou-se nas categorias de base junto de Lulinha, do qual é amigo pessoal desde a infância. O jovem jogador foi chamado para o time profissional do Sport Club Corinthians Paulista pelo técnico Carpegiani e fez sua estreia pelo Time em 30 de junho de 2007. Ainda no mesmo ano, fez seu primeiro gol com a camisa do clube, em um empate (1-1) contra o Fluminense. O próprio treinador Paulo César Carpeggiani pediu para que o atleta abandonasse o apelido que o acompanhava desde as categorias de base, já que ele "tem um nome bonito". No entanto, a alcunha de Bruno Bonfim, dada por ele ter os dentes muito separados, permaneceu e pegou na torcida alvinegra.
Dentinho foi um dos poucos jogadores que embalou no time, Curiosamente foi neste ano que ele passou a ser chamado de Dentinho e vestir a camisa 31 ,mesmo com tantas contratações do Corinthians para aquele ano, teve sua oportunidade e agarrou firme, com seus gols e dribles, e se firmou logo titular. Foi um dos principais jogadores da equipe, no Campeonato Paulista, e da Copa do Brasil. Chegou, junto com o Corinthians, na final da Copa do Brasil de 2008, ficou com o vice-campeonato. No dia 8 de novembro de 2008, conquistou o Campeonato Brasileiro da Série B pelo Corinthians. Dentinho sobrou nesse campeonato e foi um dos artilheiros da competição no ano junto de Herrera. No final do ano, o Corinthians contratou Ronaldo Fenômeno, ídolo de infância de Dentinho. Ele terminou o ano em alta, como uma revelação do Corinthians.
Em 2009, Dentinho deixou de ser revelação pra virar a realidade do futebol, e se tornou ídolo de vez da fiel. Começou o ano voando em campo, foi convocado para a Seleção Brasileira sub-20, onde se consagrou campeão sul-americano. Em 27 de maio de 2009, completou 100 partidas com a camisa do Corinthians e marcou um gol. O Corinthians formou o melhor ataque do país com Dentinho, Ronaldo e Jorge Henrique. Nesse ano, o Corinthians conquistou o Campeonato Paulista de forma invicta e a Copa do Brasil, garantindo antecipadamente uma vaga na Libertadores da América.
Mesmo com a vaga antecipada para a Libertadores, o Corinthians não teve êxito na tentativa de conquistar a competição. Mesmo abalado com que aconteceu, Dentinho e o Corinthians deram a volta por cima no campeonato brasileiro. Ficando entre o primeiro e 2° lugar em grande parte do campeonato, o Corinthians acabou ficando em 3º lugar no Campeonato Brasileiro, conquistando a vaga na Pré-Libertadores de 2011.
Com o futebol em baixa e a eliminação precoce da Libertadores, Dentinho não conseguiu mais apresentar o mesmo futebol de 2008 e 2009 e bastante criticado pela falta de objetividade, Dentinho, no dia 11 de maio de 2011, foi anunciado como reforço do Shakhtar Donetsk para a temporada 2011–12.

### Shakhtar Donetsk

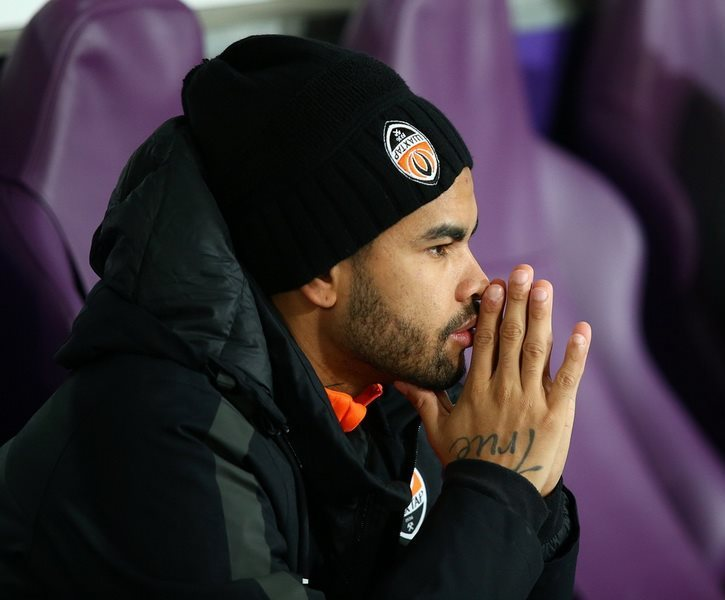
Dentinho em 2016.

Foi anunciado como reforço do Shakhtar Donetsk para a temporada 2011–12. A sua contratação foi 7,5 milhões de euros (15 milhões de reais). Dentinho em sua despedida se emocionou muito, dizendo que um dia ele iria voltar. Em 17 de novembro de 2011, marcou o gol de número 1.200 da história do Shakhtar Donetsk.
Em 2014, retornou ao Shakhtar Donetsk e passou a ser mais aproveitado, principalmente após as saídas de Alex Teixeira e Luiz Adriano. Em 2016, renovou seu contrato com o clube ucraniano até 2021.
No dia 7 de novembro de 2021, Dentinho se despediu do clube ucraniano, onde ficou por 10 anos. Neste período, Dentinho atuou em 197 partidas, marcou 29 gols e deu 16 assistências, além de ter conquistado 16 títulos, sendo o brasileiro com mais troféus na história do clube.

### Besiktas
Pouco aproveitado no clube da Ucrânia, Dentinho foi emprestado para o Beşiktaş, no dia 24 de janeiro de 2013 até 31 de dezembro de 2013.

### Ceará
Em 2 de março de 2022, foi anunciado pelo Ceará até o final da temporada. Em 7 de março de 2022, foi apresentado pelo clube.

### Amazonas
Em abril de 2024, foi anunciado como reforço do Amazonas, para a disputa da Série B do Campeonato Brasileiro.
Após dois anos sem jogar, Dentinho voltou aos gramados no dia 14 de setembro de 2024, fazendo sua estreia com a camisa da Onça-Pintada. O atacante entrou aos trinta e dois minutos do segundo tempo no lugar do atacante Sassá, no empate em 0x0 contra o Mirassol, em partida válida pela 26ª rodada da Série B do Campeonato Brasileiro.

Sobre a minha volta é uma coisa que eu estava batalhando tanto para voltar. Estava morrendo por dentro. Ficar fora do futebol, com tantas lesões, estava me incomodando bastante. A gente esperava a janela abrir e quando a janela abriu senti uma lesão próximo. Ainda estou longe da minha forma física, mas voltando aos poucos. Tenho certeza que eu vou dar muitas alegrias para o torcedor do Amazonas. Queria agradecer a minha família por estar comigo nesse momento difícil. Só eu sei a dor que eu passei. Mas Deus está no comando de tudo e queria mandar um grande beijo para a minha família".— Dentinho, atacante do Amazonas
Já em dezembro do mesmo ano, Dentinho não renovou seu contrato com o Amazonas, assim se despedindo do clube amazonense. Foram cinco partidas com a camisa aurinegra. Ele não marcou nenhum gol.

### Brasiliense
No dia 28 de janeiro de 2025, o Brasiliense acertou a contratação de Dentinho. O contrato do atacante com o Brasiliense será válido até o fim do Candangão.

## Estatísticas

### Clubes
Todos os jogos, gols e assistências do futebolista por clubes.
| Clube             | Temporada         | Campeonato nacional | Campeonato nacional | Campeonato nacional | Copa nacional[a] | Copa nacional[a] | Copa nacional[a] | Competições continentais[b] | Competições continentais[b] | Competições continentais[b] | Outros torneios[c] | Outros torneios[c] | Outros torneios[c] | Total | Total | Total   |
| Clube             | Temporada         | Jogos               | Gols                | Assist.             | Jogos            | Gols             | Assist.          | Jogos                       | Gols                        | Assist.                     | Jogos              | Gols               | Assist.            | Jogos | Gols  | Assist. |
| ----------------- | ----------------- | ------------------- | ------------------- | ------------------- | ---------------- | ---------------- | ---------------- | --------------------------- | --------------------------- | --------------------------- | ------------------ | ------------------ | ------------------ | ----- | ----- | ------- |
| Corinthians       | 2007              | 18                  | 1                   | 2                   | —                | —                | —                | 1                           | 1                           | 0                           | —                  | —                  | —                  | 20    | 2     | 2       |
| Corinthians       | 2008              | 28                  | 14                  | 0                   | 11               | 4                | 0                | —                           | —                           | —                           | 18                 | 6                  | 0                  | 58    | 24    | 0       |
| Corinthians       | 2009              | 29                  | 9                   | 2                   | 10               | 3                | 0                | —                           | —                           | —                           | 12                 | 2                  | 0                  | 51    | 14    | 2       |
| Corinthians       | 2010              | 18                  | 2                   | 3                   | —                | —                | —                | 8                           | 2                           | 1                           | 14                 | 7                  | 0                  | 40    | 11    | 4       |
| Corinthians       | 2011              | —                   | —                   | —                   | —                | —                | —                | 2                           | 0                           | 0                           | 16                 | 4                  | 0                  | 18    | 4     | 0       |
| Corinthians       | Total             | 93                  | 26                  | 7                   | 21               | 7                | 0                | 11                          | 3                           | 1                           | 60                 | 19                 | 0                  | 187   | 55    | 8       |
| Shakhtar Donetsk  | 2011–12           | 18                  | 3                   | 0                   | 2                | 0                | 0                | —                           | —                           | —                           | —                  | —                  | —                  | 20    | 3     | 0       |
| Shakhtar Donetsk  | 2013–14           | 4                   | 1                   | 0                   | 1                | 0                | 0                | —                           | —                           | —                           | —                  | —                  | —                  | 5     | 1     | 0       |
| Shakhtar Donetsk  | 2014–15           | 1                   | 0                   | 0                   | 1                | 0                | 0                | —                           | —                           | —                           | —                  | —                  | —                  | 2     | 0     | 0       |
| Shakhtar Donetsk  | 2016–17           | 11                  | 1                   | 1                   | 5                | 1                | 0                | —                           | —                           | —                           | —                  | —                  | —                  | 16    | 2     | 1       |
| Shakhtar Donetsk  | 2015–16           | 14                  | 2                   | 2                   | 6                | 0                | 1                | 8                           | 1                           | 1                           | —                  | —                  | —                  | 28    | 3     | 4       |
| Shakhtar Donetsk  | 2016–17           | 23                  | 5                   | 2                   | 2                | 0                | 0                | 8                           | 1                           | 1                           | —                  | —                  | —                  | 33    | 6     | 3       |
| Shakhtar Donetsk  | 2017–18           | 25                  | 1                   | 2                   | 4                | 0                | 0                | 5                           | 0                           | 0                           | —                  | —                  | —                  | 34    | 1     | 2       |
| Shakhtar Donetsk  | 2018–19           | 12                  | 4                   | 2                   | 2                | 1                | 0                | 2                           | 0                           | 0                           | —                  | —                  | —                  | 16    | 5     | 2       |
| Shakhtar Donetsk  | 2019–20           | 11                  | 2                   | 1                   | 2                | 0                | 0                | 2                           | 0                           | 0                           | —                  | —                  | —                  | 15    | 2     | 1       |
| Shakhtar Donetsk  | 2020–21           | 14                  | 3                   | 3                   | 1                | 0                | 0                | 6                           | 1                           | 0                           | —                  | —                  | —                  | 21    | 4     | 3       |
| Shakhtar Donetsk  | 2021–22           | 4                   | 1                   | 0                   | 1                | 1                | 0                | 2                           | 0                           | 0                           | —                  | —                  | —                  | 7     | 2     | 0       |
| Shakhtar Donetsk  | Total             | 137                 | 23                  | 13                  | 27               | 3                | 1                | 33                          | 3                           | 2                           | —                  | —                  | —                  | 197   | 29    | 16      |
| Besiktas          | 2012–13           | 6                   | 0                   | 0                   | —                | —                | —                | —                           | —                           | —                           | —                  | —                  | —                  | 6     | 0     | 0       |
| Besiktas          | 2013–14           | 2                   | 0                   | 0                   | —                | —                | —                | 1                           | 0                           | 0                           | —                  | —                  | —                  | 3     | 0     | 0       |
| Besiktas          | Total             | 8                   | 0                   | 0                   | —                | —                | —                | 1                           | 0                           | 0                           | —                  | —                  | —                  | 9     | 0     | 0       |
| Ceará             | 2022              | 5                   | 0                   | 0                   | 1                | 0                | 0                | 2                           | 0                           | 0                           | 1                  | 0                  | 0                  | 9     | 0     | 0       |
| Ceará             | Total             | 5                   | 0                   | 0                   | 1                | 0                | 0                | 2                           | 0                           | 0                           | 1                  | 0                  | 0                  | 9     | 0     | 0       |
| Amazonas          | 2024              | 0                   | 0                   | 0                   |                  |                  |                  |                             |                             |                             |                    |                    |                    |       |       |         |
| Amazonas          | Total             | 0                   | 0                   | 0                   |                  |                  |                  |                             |                             |                             |                    |                    |                    |       |       |         |
| Total na carreira | Total na carreira | 272                 | 49                  | 20                  | 49               | 10               | 1                | 47                          | 6                           | 3                           | 61                 | 19                 | 0                  | 402   | 84    | 24      |

- a. ^ Jogos da Copa do Brasil, Copa da Ucrânia e Supercopa da Ucrânia
- b. ^ Jogos da Copa Libertadores, Copa Sul–Americana, Liga dos Campeões da UEFA e Liga Europa
- c. ^ Jogos do Campeonato Paulista e Campeonato do Nordeste

### Seleção Brasileira
Abaixo estão listados todos jogos, gols e assistências do futebolista pela Seleção Brasileira.
Seleção Sub–20
| Ano               | Campeonato Sul–Americano | Campeonato Sul–Americano | Campeonato Sul–Americano |
| Ano               | Jogos                    | Gols                     | Assist.                  |
| ----------------- | ------------------------ | ------------------------ | ------------------------ |
| 2009              | 6                        | 1                        | 0                        |
| Total na carreira | 6                        | 1                        | 0                        |

## Títulos

#### Corinthians
- Campeonato Brasileiro Série B: 2008
- Campeonato Paulista: 2009
- Copa do Brasil: 2009

#### Shakhtar Donetsk
- Campeonato Ucraniano: 2011–12, 2013–14, 2016–17, 2017–18, 2018–19 e 2019–20
- Copa da Ucrânia: 2011-12, 2015–16, 2016–17, 2017–18 e 2018–19
- Supercopa da Ucrânia: 2012, 2014 e 2017

#### Seleção Brasileira Sub-20
- Sul-Americano Sub-20: 2009

## Vida pessoal
Dentinho casou-se no dia 9 de junho de 2012 com Danielle Souza, a "Mulher Samambaia". No dia 19 de setembro de 2012 nasceu o primeiro filho do casal, Bruno Lucas. Já no dia 12 de abril de 2014, nasceram as gêmeas Sophia e Rafaella.